# Anomalencyrtus longicornis
Anomalencyrtus longicornis är en stekelart som beskrevs av Hayat och Krishna K. Verma 1980. Anomalencyrtus longicornis ingår i släktet Anomalencyrtus och familjen sköldlussteklar.
Artens utbredningsområde är Madagaskar. Inga underarter finns listade i Catalogue of Life.